# Yamato 791197
Yamato 791197, eller Y-791197, är en meteorit som hittades i Antarktis den 20 november 1979. Det var den första månmeteoriten som hittades på jorden, men den identifierades först senare, efter att det senare fyndet Allan Hills 81005 kungjorts. Upptäckten gjordes av den japanska forskningsorganisationen National Institute of Polar Research.
Meteoriten hade en vikt av 52,4 gram när den hittades och har klassificerats som lunar anortosit som tros komma från de ljusa delarna på månens baksida.

## Namngivning
Y-791197 erhöll, liksom varje meteorit som upphittas i Antarktis, namn efter upptäcktsplatsen och ett nummer. Numret innehåller startåret för expeditionen (79 för 1979) och en numerisk kod (1197).